# Цромский храм

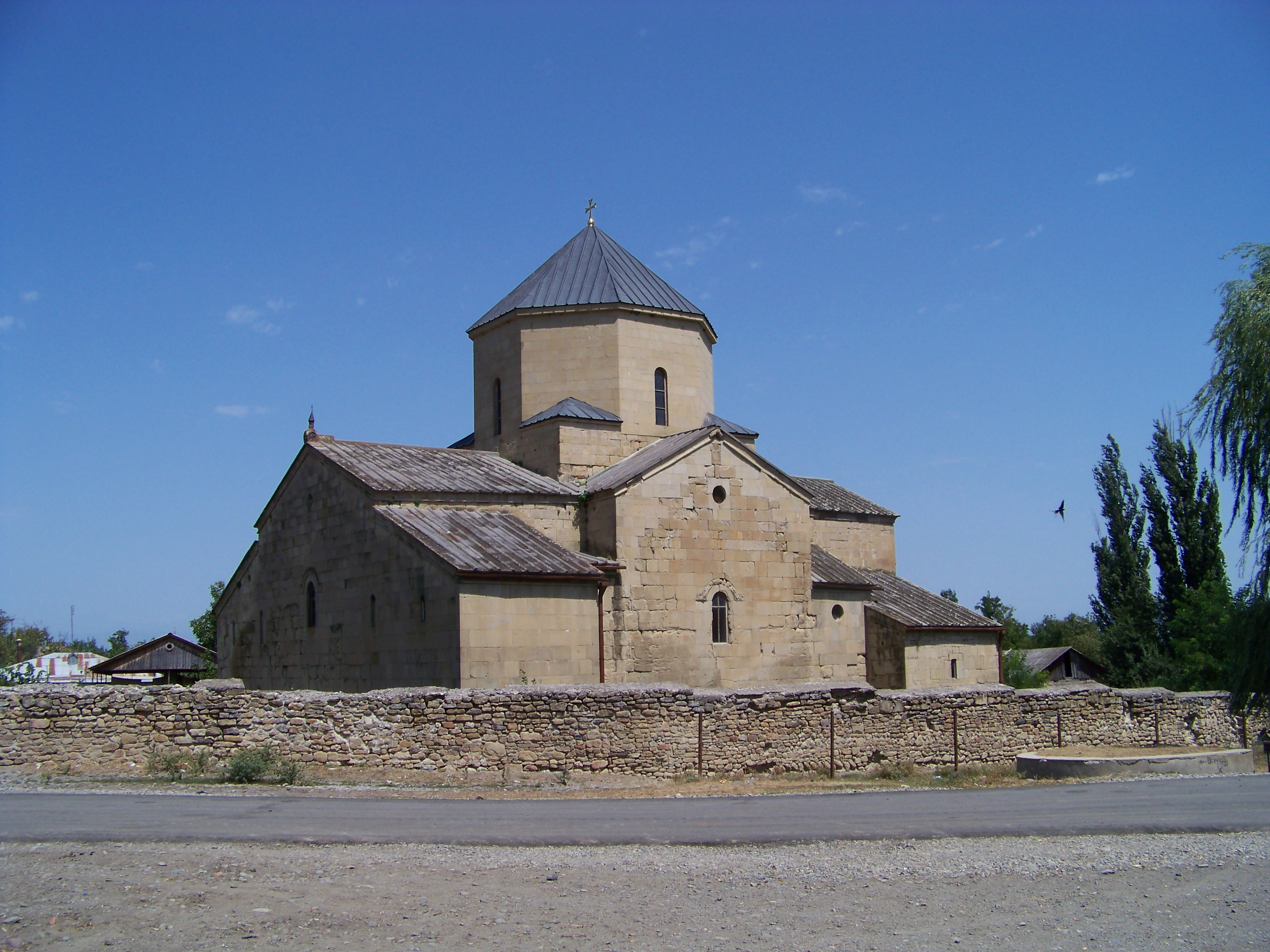
Фотография храма

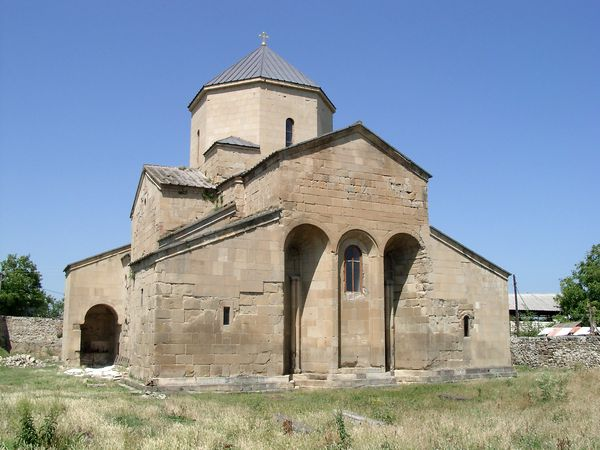
Фотография храма

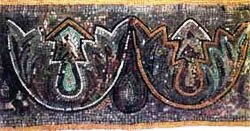
Фрагмент храмовой мозаики

Цромский храм (груз. წრომის ტაძარი) - раннесредневековый храм Грузинской Православной церкви в Хашурском муниципалитете края Шида-Картли. Храм расположен на правом берегу реки Мтквари (Кура), в трёх км от железнодорожного вокзала деревни Гоми, в сердце деревни Цроми. Храм был построен в 626-635 годах по указу Картлийского эристава Степаноза II.